# Stylopoda modestella
Stylopoda modestella là một loài bướm đêm trong họ Noctuidae.